# Gadolinium-155
Gadolinium-155 of 155Gd is een stabiele isotoop van gadolinium, een lanthanide. Het is een van de zes stabiele isotopen van het element, naast gadolinium-154, gadolinium-156, gadolinium-157, gadolinium-158 en gadolinium-160. Daarnaast komt ook een langlevende radio-isotoop voor, namelijk gadolinium-152. De abundantie op Aarde bedraagt 14,8%. 
Gadolinium-155 ontstaat onder meer bij het radioactief verval van europium-155 en terbium-155.
{\displaystyle {\ce {{^{155}_{63}Eu}->{^{155}_{64}Gd}+{e^{-}}+{\bar {\nu }}_{e}}}}
{\displaystyle {\ce {{^{155}_{65}Tb}->{^{155}_{64}Gd}+{e^{+}}+{\nu }_{e}}}}
De isotoop wordt ervan verdacht via alfaverval te vervallen naar de radio-isotoop samarium-151. Gadolinium-155 bezit echter een halfwaardetijd die vele malen groter is dan de leeftijd van het universum en dus kan de isotoop de facto als stabiel beschouwd worden.
{\displaystyle {\ce {{^{155}_{64}Gd}->{^{151}_{62}Sm}+\,_{2}^{4}\alpha }}}
133Gd · 134Gd · 135Gd · 136Gd · 137Gd · 138Gd · 138mGd · 139Gd · 139mGd · 140Gd · 141Gd · 141mGd · 142Gd · 143Gd · 143mGd · 144Gd · 145Gd · 145mGd · 146Gd · 147Gd · 147mGd · 148Gd · 149Gd · 150Gd · 151Gd · 152Gd · 153Gd · 153m1Gd · 153m2Gd · 154Gd · 155Gd · 155mGd · 156Gd · 156mGd · 157Gd · 158Gd · 159Gd · 160Gd · 161Gd · 162Gd · 163Gd · 164Gd · 165Gd · 166Gd · 167Gd · 168Gd · 169Gd · 170Gd